# عصير سيد التطهير

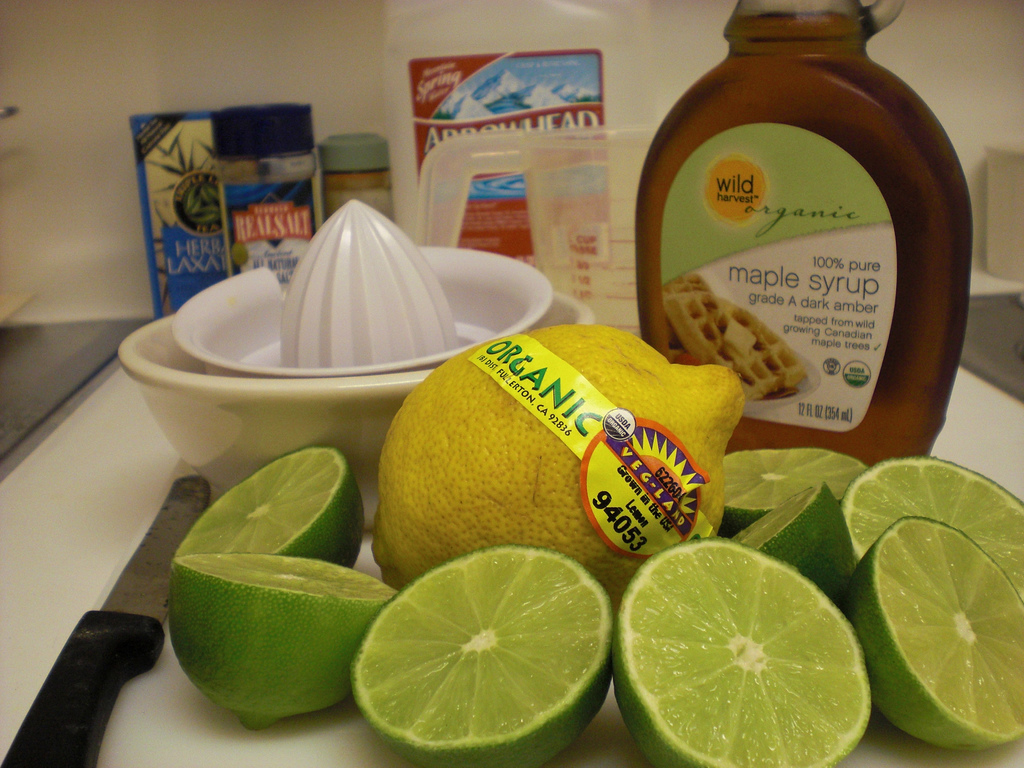
مكونات master cleanse

عصير ماستر كلينزي (Master Cleanse) هو عصير معدل سريع لا يسمح بأي طعام، يحل محل الشاي وعصير الليمون المصنوع من شراب القيقب وفلفل الكايين. يدعي مؤيدوه أن النظام الغذائي يزيل السموم من الجسم ويزيل الدهون الزائدة. لا يوجد أي دليل علمي على أن النظام الغذائي يزيل أي السموم، أو أنه يحقق أي شيء يتجاوز فقدان الوزن المؤقت.
تم تطوير ماستر كلينس من قبل ستانلي بوروز ، الذي نشره في البداية في الأربعينيات، وأحييه في عام 1976 في كتابه The Master Cleanser
على الرغم من أنه من غير المحتمل أن يكون ضارًا على المدى القصير، فإن برنامج Master Cleanse والبرامج المشابهة قد يكون ضارًا على المدى الطويل. بالإضافة إلى فقدان الوزن المؤقت، قد تشمل الآثار الجانبية قصيرة الأمد التعب والغثيان والدوخة والجفاف، في حين يشمل الضرر على المدى الطويل فقدان كتلة العضلات وزيادة خطر الإصابة بنوبة قلبية.
وتشير أخصائية التغذية جين كلارك إلى نقص العناصر الغذائية الأساسية في هذا البرنامج، مشيرة إلى نقص البروتين والفيتامينات والمعادن. نتيجة لهذه العيوب، بما في ذلك السعرات الحرارية أقل بكثير من الكمية الموصى بها من أجل الصحة والأداء الأمثل، قد يواجه الأفراد الذين يعانون من النظام الغذائي صداعًا ومجموعة متنوعة من الأعراض الأخرى على المدى القصير، ومن المحتمل أن يكون النظام الغذائي ضارًا على المدى الطويل. وفقا لمدرسة هارفارد الطبية، يمكن أن يؤدي المكون الملين للنظام الغذائي إلى الجفاف وفقدان الإلكتروليت وكذلك ضعف وظيفة الأمعاء.
ما لم يتم إدخال تغييرات دائمة في النظام الغذائي للشخص بعد النظام، سيتم استعادة الوزن المفقود خلال الصيام بمجرد توقف النظام الغذائي. قالت أخصائية التغذية كيري غلاسمان أن أولئك الذين يتبعون النظام الغذائي «مضمونون» لزيادة الوزن بعد التوقف.
النظام الغذائي يدعو على وجه التحديد لشراب القيقب، استنادا إلى الاعتقاد الخاطئ أن شراب ملون داكنة أقل نقاء من درجة A خفيفة ملونة أو أن شراب B يحتوي على المزيد من العناصر الغذائية. كل شراب القيقب الذي يتم إنتاجه وفقًا للطرق القياسية يتم من خلال نفس العملية بالضبط. العديد من الأشجار تنتج شراب A في وقت سابق في الربيع والصف B في وقت لاحق. لم يتم صقل شراب القيقب ولا يوجد دليل على أن شراب القيقب B يحتوي على المزيد من العناصر الغذائية. اللون والنكهة هما الاختلافان الوحيدان بين درجات الشراب.
لممارسة الأساليب الموضحة في عمله، تم إدانة المطور ستانلي بوروز في البداية بجريمة قتل من الدرجة الثانية، ولكن تم إلغاء إدانته في الاستئناف.